# Cisai-Saint-Aubin
Cisai-Saint-Aubin település Franciaországban, Orne megyében. Lakosainak száma 181 fő (2022. január 1.). Cisai-Saint-Aubin Saint-Evroult-de-Montfort, Coulmer, Gacé, Orgères, Saint-Evroult-Notre-Dame-du-Bois és La Trinité-des-Laitiers községekkel határos.

## Népesség
A település népességének változása:
| Lakosok száma | 181  | 159  | 161  | 153  | 160  | 168  | 175  | 179  | 181  |
|               | 2013 | 2015 | 2016 | 2017 | 2018 | 2019 | 2020 | 2021 | 2022 |